# Perlèche
La perlèche ou chéilite angulaire est une lésion cutanée inflammatoire parfois douloureuse, localisée au pli de la commissure des lèvres. On note l'apparition de fissures, rougeurs, croûtes et saignements.
Cette lésion est généralement bilatérale.

## Causes
- Manque vertical de la hauteur des dents : infraclusion organique (occlusion dentaire, occlusodontie)
- Infection par Candida albicans
- Infection par herpès
- Infection par le tréponème pâle (syphilis secondaire)
- Anémie (carence martiale (déficit en fer), déficit en acide folique, en zinc)[1]
- Infection par le streptocoque
- Infection à VIH
- Corticothérapie
- Infection par gastrite ou ulcère
- Diabète

## Diagnostic différentiel
- Aphtose
- Carcinome épidermoïde
- Psoriasis